# Torrabborrsjön
Torrabborrsjön är en sjö i Älvdalens kommun i Dalarna och ingår i Dalälvens huvudavrinningsområde. Sjön har en area på 0,138 kvadratkilometer och ligger 750,2 meter över havet.

## Delavrinningsområde
Torrabborrsjön ingår i det delavrinningsområde (685312-131187) som SMHI kallar för Utloppet av Torrabborrsjön. Medelhöjden är 762 meter över havet och ytan är 1,12 kvadratkilometer. Det finns inga avrinningsområden uppströms utan avrinningsområdet är högsta punkten. Vattendraget som avvattnar avrinningsområdet har biflödesordning 4, vilket innebär att vattnet flödar genom totalt 4 vattendrag innan det når havet efter 521 kilometer. Avrinningsområdet består mestadels av skog (84 procent). Avrinningsområdet har 0,14 kvadratkilometer vattenytor vilket ger det en sjöprocent på 12,2 procent.